# Либідь (притока Клязьми)
Ли́бідь (рос. Лыбедь) — річка в місті Владимир (Росія), ліва притока Клязьми, яка з лівого берега впадає в Оку (притоку Волги). Загальна довжина — 4,5 км (2,5 км в колекторі).

## Географія
Витік річки знаходиться у Вороновому яру недалеко від Університетської вулиці. У верхній течії упродовж 1,3 км Либідь протікає в природному руслі. У північній частині Дитячого парку на річці є каскад з трьох ставків, що призначалися для поливу колективних вишневих садів. У районі Стрілецької вулиці річка переходить у бетонний колектор завдовжки 2,5 км. Колектор проходить під Жовтневим проспектом, у районі вулиць Верхньолибідської, Задній Боровок, Юр'ївского провулку, і далі — під Либідським яром (що примикає до парного боку вулиці Луначарського) та площею Фрунзе. У районі Лінійної вулиці річка виходить з колектора, упродовж 0,7 км протікає в природному руслі і впадає в Клязьму.
До середини XX століття Либідь була притокою р. Рпень і була на 500 м коротше за сучасну річку.
Економіст А. П. Субботін у книзі «Губернский город Владимир в 1877 г.» отмечает, что «речка Лыбедь впадает в Рпень за 1/2 версты от устья последней».
При будівництві нових корпусів Володимирського хімічного заводу і ТЕЦ річка Рпень була направлена в штучне русло, її гирло перемістилося на 3,5 км нижче за течією Клязьми, а Либідь у своїх пониззях стала протікати по частині старого русла Рпені, впадаючи в Клязьму.

## Історія
Свою назву Либідь дістала, ймовірно, від назви київської річки Либідь (правої притоки Дніпра) — подібно до назв інших володимирських річок: Почайна (р. Почайна у Києві), Рпень (р. Ірпінь на Київщині).
З гідронімом Либідь пов'язано назви вулиць у місті Владимир — Верхньолибідської, Нижньолибідської та Либідського проїзду. У лютому 1993 року стадіон «Будівельник», розташований на високому правому березі колишнього русла річки, було перейменовано на стадіон «Либідь»
Річка Либідь була природною межею древнього Владимира з півночі і сходу. Вона мала глибоку долину з крутими схилами, які були укріплені насипними валами, — Боровецьким, Либідським, Івановським і Зачат'євським. На східній околиці міста (у районі сучасної площі Фрунзе) стояли Срібні ворота. На початку XIII століття на березі Либеді було побудовано Успенський Княгинин монастир.
У XIV—XV ст. місто почало виходити за межі своїх древніх укріплень і за Либіддю з'явилася слобода Варварка, Стрілецька, Пушкарська, Нова. У XIX ст. на лівому березі Либеді, від Суздальскої до Нижньогородської застави, опоясуючи місто зі східного боку, тягнулися численні городи сім'ї Муравкіних, що започаткувала промислове городництво у Володимирі.
Згідно з генеральними планами розвитку міста 1947 і 1967 років Залибіддя було визначено новим загальноміським центром, тут розгорнулося активне будівництво житлових і громадських будівель.
У 60-ті роки XX ст. Либідь частково була узята в колектор. У заплаві Либеді планувалася організація зеленої зони, місць відпочинку городян (біля лікарні швидкої допомоги «Червоний Хрест» і в районі Юр'ївского провулку були розбиті сквери, але велика частина долини так і залишилася невпорядкованою).
Починаючи з 1920-х років розглядалися і абсолютно протилежні пропозиції — про використання долини річки для будівництва великої магістралі з метою розвантаження історичного центру Владимира від вантажного транспорту. У 1997 році при розробці нового генерального плану міста було затверджено проект Либідської магістралі, яка повинна пройти долиною Либіді від площі Фрунзе до Садової площі.